# 従輪

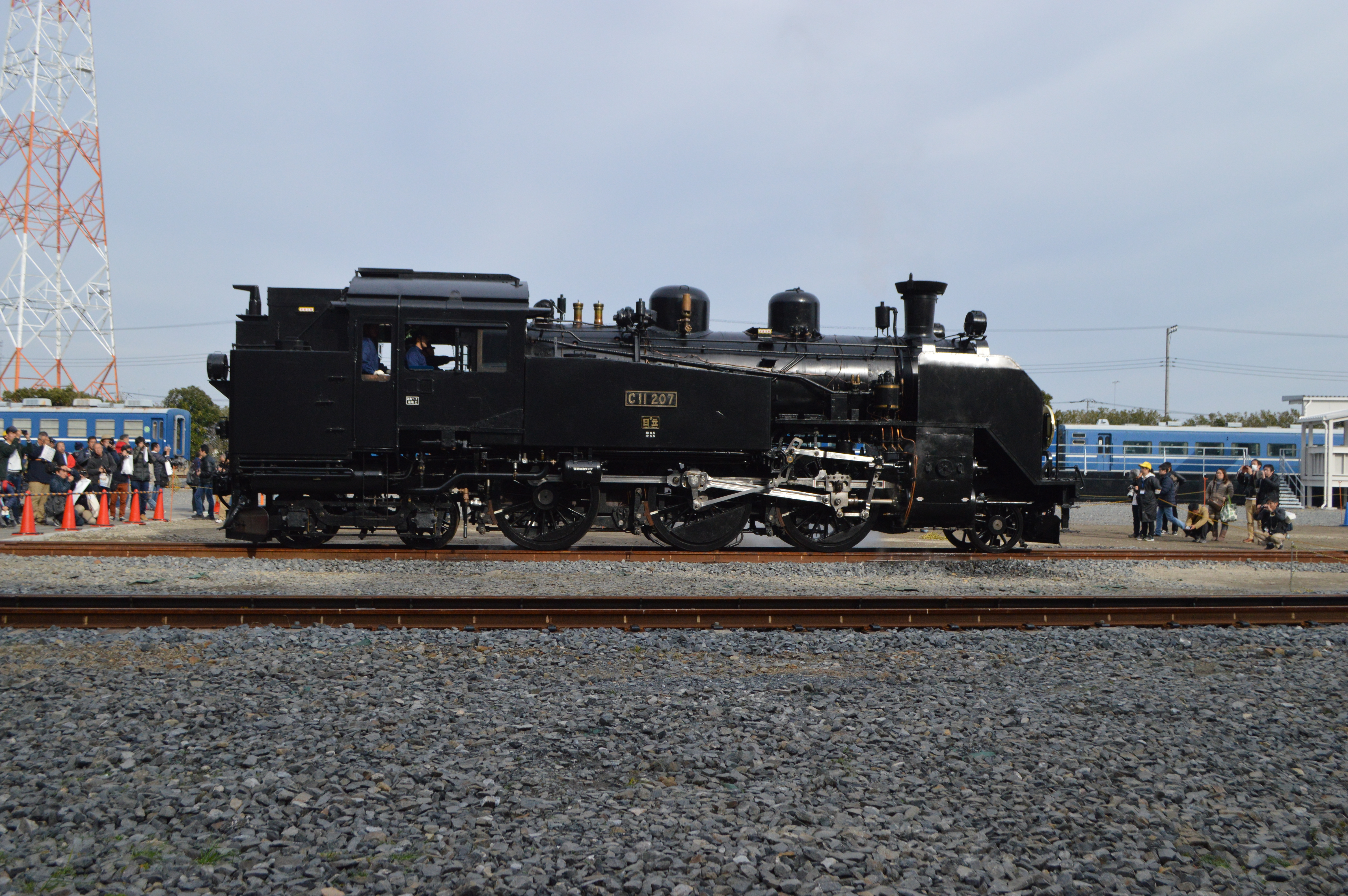
車体後方（左側）に従台車を持つ機関車（C11形）

従輪（じゅうりん、英語: trailing wheel）は、機関車において動輪より後ろにある車輪、また非駆動輪（non-driving wheel）のことである。この項では前者について述べる。通常、従輪の車軸は台車に配置されており、この台車のことを従台車という。大型の機関車の中には、重い列車を牽引して起動する時や勾配において低速で運転する時に追加の牽引力を得るために従台車にブースターを装備していることがある。
従輪は初期のいくつかの機関車で用いられていたが、19世紀後半にはあまり用いられなくなった。より強力な機関車への要求が強くなると、従輪は運転台と火室後部を支えるために用いられるようになった。

## 概要
従輪はアメリカの機関車に1890年から1895年に掛けて用いられるようになったが、この車軸は固定されたペデスタルにはめ込まれていた。台枠を動輪の後ろで下げて火室の下に回りこませることで、ボイラーの位置を下げられるようにしている。さらに火室の拡大により火格子面積と伝熱面積を増し、蒸気発生能力、つまり蒸気機関車の出力を拡大することもできる。この概念はすぐに、従輪の車軸をサブフレームか台車に取り付けて横方向の動作を可能にする様改良された。通常、横方向の安定性のために外側に軸受を備えている。一体鋳鋼による従台車は1915年頃にブースターを設置する強度を得るために開発された。最終的に1921年頃に台車枠後ろ側に inverted-rocker centering device を備えたデルタ式従台車が開発された。デルタ式従台車はすぐに2軸用に拡張され、さらに後には3軸用のものも造られた。火格子面積を拡大する目的とは別に低規格の線区へ入線できるように軸重を低減する目的でも使用された。
ホワイト式車輪配置では、一連の番号のうち最後の数値で従輪の数が指定される。例えばミカド式の車輪配置 2-8-2の機関車は2輪（1軸）の先輪、8輪（4軸）の動輪、2輪（1軸）の従輪を備えている。例えばアメリカン式の車輪配置 4-4-0の機関車のように従輪を備えていない機関車もあり、この場合車輪配置の最後の部分に0を表記する。
1両の機関車に取り付けられた従輪の最大数は6輪（3軸）であり、車輪配置 2-6-6-6のアレゲニー式やペンシルバニア鉄道の車輪配置 6-8-6の蒸気タービン機関車や車輪配置 6-4-4-6 のデュープレックス機関車、数多くのメイソン台車式機関車 に見られる。